# Canada aux Jeux paralympiques d'hiver de 2018
Le Canada participe aux Jeux paralympiques d'hiver de 2018 à Pyeongchang, en Corée du Sud, du 9 au 18 mars 2018. Il s'agit de la douzième participation de ce pays aux Jeux paralympiques d'hiver, le Canada ayant été présent à tous les Jeux.

## Composition de l'équipe
La délégation canadienne est composée de 52 athlètes prenant part aux compétitions dans 5 des 6 sports au programme de ces Jeux. Ils seront accompagnés par 3 guides,,,. 

### Curling
- James Anseeuw
- Ina Forrest
- Mark Ideson
- Dennis Thiessen
- Marie Wright

### Hockey sur glace
- Rob Armstrong
- Steve Arsenault
- Brad Bowden
- Billy Bridges
- Dominic Cozzolino
- Ben Delaney
- Adam Dixon
- James Dunn
- James Gemmell
- Tyrone Henry
- Liam Hickey
- Dominic Larocque
- Tyler McGregor
- Bryan Sholomicki
- Corbyn Smith
- Corbin Watson
- Greg Westlake

### Ski alpin
- Alex Cairns
- Alexis Guimond
- Mollie Jepsen
- Erin Latimer
- Braydon Luscombe
- Mac Marcoux (guide : Jack Leitch)
- Kurt Oatway
- Mel Pemble
- Alana Ramsay
- Kirk Schornstein
- Frederique Turgeon

### Ski de fond
- Mark Arendz
- Yves Bourque
- Collin Cameron
- Sebastien Fortier
- Ethan Hess
- Brittany Hudak
- Chris Klebl
- Brian McKeever (guides : Russell Kennedy et Graham Nishikawa)
- Cindy Ouellet
- Natalie Wilkie
- Emily Young
- Derek Zaplotinsky

### Snowboard
- Andrew Genge
- Sandrine Hamel
- John Leslie
- Colton Liddle
- Alex Massie
- Curt Minard
- Michelle Salt

## Médailles

### Médailles d’argent
| Sport       | Discipline             | Athlète(s)                                         | Performance                   | Date    |
| ----------- | ---------------------- | -------------------------------------------------- | ----------------------------- | ------- |
| Biathlon    | 7.5km debout hommes    | Mark Arendz                                        |                               | 10 mars |
| Hockey      | Tournoi mixte          | Équipe canadienne de para-hockey                   | Défaite contre les États-Unis | 18 mars |
| Ski alpin   | Slalom debout femmes   | Mollie Jepsen                                      |                               | 18 mars |
| Ski de fond | Relais mixte 4 x 2.5km | Mark Arendz Chris Klebl Natalie Wilkie Emily Young |                               | 18 mars |